# Pallopteridae
Pallopteridae zijn een familie uit de orde van de tweevleugeligen (Diptera), onderorde vliegen (Brachycera). Wereldwijd omvat deze familie 12 genera en 71 soorten.

## Geslachten
(Volgens de Catalogue of Life op 31 augustus 2023:)
- Aenigmatomyia
- Eurygnathomyia
- Gorbunia
- Heloparia
- Homaroides
- Morgea
- Neomaorina
- Palloptera
- Pseudopyrgota
- Sciochthis
- Temnosira
- Toxonevra

## In Nederland waargenomen soorten
- Genus: Palloptera
  - Palloptera ambusta
  - Palloptera anderssoni
  - Palloptera modesta
  - Palloptera muliebris - (Trilvlieg)
  - Palloptera quinquemaculata
  - Palloptera saltuum
  - Palloptera scutellata
  - Palloptera trimacula
  - Palloptera umbellatarum
  - Palloptera usta
  - Palloptera ustulata